# イオアニス・マロキニス
イオアニス・マロキニス（Ioannis Malokinis (ギリシア語: Ιωάννης Μαλοκίνης, 1880年–1942年）はギリシャ、ピレウス出身の競泳選手。
1896年のアテネオリンピックの100m自由形、水兵の部に出場、2分20秒4で優勝した。この記録は同オリンピック100m自由形で優勝したハヨシュ・アルフレッドのタイム1分22秒2からおよそ1分遅れであった。